# Pokémon Fushigi no Dungeon: Boukendan
Pokémon Fushigi no Dungeon: Boukendan (ポケモン不思議のダンジョン冒険団?  lit. Pokémon Mundo misterioso: Equipo de Aventura) son tres videojuegos de rol lanzados para WiiWare desarrollados por Chunsoft y distribuidos por The Pokémon Company. Forman parte de la serie de videojuegos Pokémon Mundo misterioso. Los títulos, que fueron lanzados solo en Japón el 4 de agosto de 2009, son:
- Pokémon Fushigi no Dungeon: Susume! Hono no Boukendan (ポケモン不思議のダンジョン すすめ！炎の冒険団?  lit. Pokémon Mundo misterioso: ¡Avancen! Equipo de Aventura Fuego)
- Pokémon Fushigi no Dungeon: Iku zo! Arashi no Boukendan (ポケモン不思議のダンジョン いくぞ！嵐の冒険団?  lit. Pokémon Mundo misterioso: ¡Vamos! Equipo de Aventura Tormenta)
- Pokémon Fushigi no Dungeon: Mezase! Hikari no Boukendan (ポケモン不思議のダンジョン めざせ！光の冒険団?  lit. Pokémon Mundo misterioso: ¡Apunten! Equipo de Aventura Luz)

Esta entrega es el primer videojuego de la serie Pokémon Mundo misterioso en ser lanzado en una consola doméstica, siendo el segundo videojuego Pokémon Mundo misterioso: equipo de rescate DX para Nintendo Switch.
Como otras entregas en la serie Mundo misterioso, el videojuego se centra en mazmorras de varios pisos que cambian al azar, que el jugador debe explorar y vencer mientras se enfrenta a Pokémon hostiles en un combate por turnos. Cuenta con Pokémon y mazmorras separados entre las versiones distintas, todas ellas suman 493 Pokémon de las primeras cuatro generaciones de la serie principal de videojuegos de Pokémon.

## Jugabilidad
Aunque Pokémon Fushigi no Dungeon: Boukendan es parecido a las entregas previas como los videojuegos Pokémon Mundo misterioso: equipo de rescate Azul y equipo de rescate Rojo y Pokémon Mundo misterioso: exploradores del tiempo y exploradores de la oscuridad, introduce gráficos tridimensionales en lugar de los gráficos basados en sprites de los videojuegos ya mencionados. Aparte de una diferencia en los Pokémon iniciales y la ubicación del centro («Aldea Pokémon» en Susume! Hono no Boukendan, «Playa Pokémon» en Iku zo! Arashi no Boukendan y «Jardín Pokémon» en Mezase! Hikari no Boukendan), los tres videojuegos contienen 15 mazmorras que son únicas. A diferencia de los predecesores, Pokémon Fushigi no Dungeon: Boukendan permite 4 archivos de guardado en un mismo videojuego. Además, el jugador es capaz de cambiar su personaje en cualquier momento del juego a otro de un elenco de nueve Pokémon. Se permiten transferencias de Pokémon amigos o ítems entre los archivos de guardado mencionados. La Nintendo DS también se puede usar como control para el juego.
Los tres videojuegos en total cuentan con todos los 493 Pokémon de la cuarta generación de juegos, incluyendo a Arceus que estuvo disponible a través de una distribución especial. También habilitan funciones en línea como WiiConnect24 y la conexión Wi-Fi de Nintendo, permitiendo a los jugadores acceder a desafíos especiales y obtener Pokémon no disponibles por otros medios. La posibilidad de ejecutar «ataques en equipo», donde los miembros del equipo del jugador atacan en simultáneo al Pokémon enemigo, fue introducida por primera vez en Pokémon Fushigi no Dungeon: Boukendan, y aparecería nuevamente en entregas posteriores de Mundo misterioso. En Pokémon Fushigi no Dungeon: Boukendan, los Pokémon realizan estos ataques apilándose uno encima del otro, formando una «Torre Pokémon». Además, el juego permite al jugador o Pokémon aliado evolucionar dentro de las mazmorras.

## Trama
A diferencia de juegos anteriores y posteriores de Pokémon Mundo misterioso, el jugador no actúa como un humano transformado en Pokémon y en su lugar pasa a ser un habitante de un pueblo (Aldea, Playa o Jardín Pokémon dependiendo del videojuego). Tras rescatar a Shuckle de una mazmorra en una misión tutorial con un solo compañero, el grupo de nueve Pokémon forma un «Equipo de aventura» a pedido de un Slowking anciano. Después de un tiempo, los Pokémon obtienen un chocolate en una misión que se lo entregan a Shuckle, provocando celos en toda la aldea. Para resolver esto, el Equipo de aventura explora otra mazmorra y regresa con galletas, devolviendo la paz al poblado
Tras el incidente, una de las Bestias legendarias (Raikou, Entei o Suicune, dependiendo del videojuego) se acercará al jugador, ofreciendo unirse al Equipo de aventura. Luego se encontrarán con otros Pokémon legendarios disponibles para ser reclutados, además de mazmorras de mayor dificultad.

## Lanzamiento
Las entregas de Pokémon Fushigi no Dungeon: Boukendan fueron anunciadas por primera vez por medio de panfletos promocionales a mediados de 2009, mientras que en julio de ese año se abrió un sitio web con imágenes del videojuego. Los videojuegos fueron lanzados el 4 de agosto de 2009 en el Canal Tienda Wii por 1200 Puntos Nintendo. Los juegos recibieron una clasificación de «A» (para todas las edades) de parte de CERO. Kotaku listó Equipo de Aventura como uno de los mejores juegos lanzados a través de WiiWare.
El 28 de abril de 2020 se publicaron traducciones hechas por fanes de los tres videojuegos al inglés.